# 呼伦贝尔纳文慕仁盟
呼伦贝尔纳文慕仁盟，简称呼纳盟，1949年4月11日成立；由呼伦贝尔盟和纳文慕仁盟合并成立，额尔钦巴图（原呼伦贝尔盟盟长）任盟长，乌如喜业勒图（1948年1月25日起任原纳文慕仁盟盟长）、陈炳宇任副盟长；1953年4月1日撤销，由原哲里木、兴安、呼纳盟合并成立内蒙古自治区东部区行政公署（简称“东部区行政公署、东部行政公署”）；1954年4月30日，撤销东部区行政公署，原兴安盟和“呼纳盟”所辖地区合并，改称呼伦贝尔盟。